# TFK 250

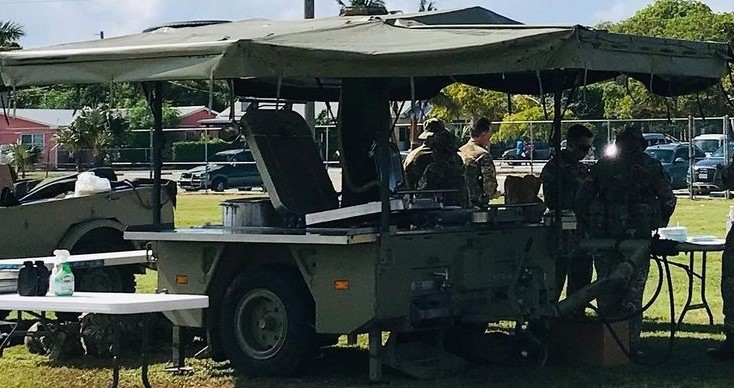
Tactical Field Kitchen TFK 250 des Cayman Islands Regiment

TFK 250 ist die Bezeichnung der Baureihe einer taktischen Feldküche des deutschen Herstellers Kärcher Futuretech.

## Beschreibung
Die Feldküche TFK 250 ist auf einem geländegängigen Einachsanhänger montiert. Sie ist für die Zubereitung von Menüs für bis zu 250 Personen oder einfacher Gerichte für bis zu 600 Personen ausgelegt. Alle mit Lebensmitteln in Berührung kommenden Teile sind aus Edelstahl hergestellt, um einen Schutz gegen Verkeimungen zu bieten. Entwickelt wurde die TFK 250 für die Bundeswehr und ist dort seit spätestens 1989 im Einsatz.

## Daten
- Abmessung Betrieb: 5.200 mm × 4.780 mm × 2.625 mm
- Länge Trailer: 3.970 mm
- Leergewicht: 2.050 kg
- Zul. Gesamtgewicht mit Trailer: 2.500 kg
- Spurbreite: 1.908 mm
- Kochkapazität: 250 bis 600 Personen
- Feldküchenbrenner: für flüssige, feste und gasförmige Kraftstoffe
- Garverfahren: Kochen, Druckkochen, Sieden, Dünsten, Dämpfen, Schmoren, Braten, Druckbraten und Backen

### Ausstattung
- Druckkochkessel:	2 × 150 Liter
- Druckbratkessel:	2 × 55 Liter
- Warmwasserkessel:	2 × 22 Liter
- Brat- und Backrohr:	2 × 78 Liter
- Brenner: 4 Stück DVB-1 mit 8–18 kW Leistung für Diesel-, Paraffin- oder Kerosinbetrieb, alternativ 4 Stück Feststoffbrenner
- Der Feldkochherd TFK 250 ist in der Regel mit einem Planenaufbau versehen, der während des Transports vor Verschmutzung schützt und aufgeklappt als Dach dient. Für einen erweiterten Witterungsschutz können Seitenwände angebaut werden, so dass eine Art Küchenzelt entsteht.

## Anwendungen
Die Bundeswehr hat die TFK 250 Baureihe als Standard-Feldküche und Nachfolger des Feldkochgeräts M 37 auf LKW 5t gl MAN 630 L2A Koffer um 1990 eingeführt. 2014 lieferte die Bundeswehr 25 Stück TFK 250 an die kurdischen Peschmerga-Soldaten, die sich im Kampf gegen die IS-Terroristen befinden.